# Opera provvisionale
Per opera provvisionale, in edilizia, si intende una lavorazione o la realizzazione di una struttura o di un manufatto che abbia una durata temporanea, e che non farà parte dell'opera compiuta, perché verrà rimossa prima.

## Scopi dell'opera provvisionale
Le opere temporanee, o provvisionali, si dividono in:
- opere per la sicurezza dei lavoratori;
- opere per proteggere le persone estranee al cantiere che potrebbero accidentalmente venire coinvolte;
- opere che servono a far lavorare gli operai dove altrimenti non potrebbero arrivare in sicurezza;
- opere per garantire uno standard di comfort per gli addetti ai lavori.

## Opere per la sicurezza dei lavoratori
Per proteggere i lavoratori in un cantiere vi sono diversi riferimenti normativi che vanno poi a confluire in opere da realizzare in cantiere.
In Italia le leggi più note sono la legge per la sicurezza sul posto di lavoro quale il d.lgs. 626/96 e il d.lgs. 494/96 (ora abrogati dal D. Lgs. 81/2008) che hanno istituito la figura del coordinatore per la progettazione ed ha imposto la redazione del progetto di sicurezza.
In generale le opere riferite alla sicurezza dei lavoratori si traducono in parapetti e indicazioni per i dislivelli che potrebbero causare la caduta, o impedire l'accesso ad aree in cui vi sono potenziali pericoli (stoccaggio di materiale esplosivo, ecc.); tavole in legno o tavolati metallici per superare avvallamenti o piccoli fossi che potrebbero determinare lesioni qualora vi si cadesse; parapetti provvisori per balconi, finestre e porte che danno sul vuoto o che non hanno ancora installati i parapetti definitivi; indicazioni e cartelli che indicano potenziali pericoli generici e specifici.

## Opere per la sicurezza degli estranei
Naturalmente un cantiere edile non può costituire un rischio per le persone estranee all'attività edilizia: esistono, dunque, una serie di strutture per impedire che qualunque oggetto possa cadere al di fuori dell'area del cantiere. Sono in genere costituite da impalcature di legno o di metallo che possano raccogliere eventuali corpi sfuggiti al controllo degli operai. Anche le staccionate o le perimetrazioni del cantiere servono ad impedire che le persone estranee entrino accidentalmente nell'area del cantiere: spesso queste paratie sono cieche per proteggere gli estranei da eventuali schegge o scintille varie.

## Opere per permettere agli operai di arrivare ovunque in sicurezza
Vi sono una serie di opere necessarie per far arrivare gli operai dove altrimenti non potrebbero, senza mettere a serio rischio la loro sicurezza. L'esempio più evidente è l'impalcatura, una struttura costruita in aderenza alle facciate degli edifici che consentono agli operai di muoversi e lavorare agevolmente sulle facciate, anche con macchinari per lavorazioni complesse e delicate (sabbiatura, stuccatura, pittura a mano, restauro della cortina, ecc.). In alternativa all'impalcatura si possono utilizzare delle gru detti anche ragni che portano l'operaio nel punto esatto della lavorazione contenendolo in una gabbia metallica. Questa tecnica è utilizzata per lavorazioni puntuali ed è scomoda per le lavorazioni complesse e lunghe, come il restauro di facciate intere degli edifici.
Le passerelle mobili che servono per pulire le facciate degli edifici (in genere in vetro) non sono opere provvisionali ma opere funzionali. Non è, infatti, un'opera che viene rimossa quando l'edificio viene ultimato.

## Opere per uno standard di comfort
Sono in genere dei container contenenti i servizi igienici ad uso degli addetti ai lavori, spazi mensa o veri e propri uffici ad uso dei tecnici dell'impresa o dello staff di progettazione e direzione lavori.
Tutte queste voci di spesa devono essere conteggiate nel computo metrico estimativo, perché fanno parte delle opere necessarie alla realizzazione del manufatto finale.